# Beaudignies
Beaudignies és un municipi francès, situat a la regió dels Alts de França, al departament del Nord. L'any 2006 tenia 573 habitants. Es troba a 72 km de Lilla, a 18 km de Valenciennes, a 4 km de Le Quesnoy i a 34 km d'Avesnes-sur-Helpe.

## Demografia
| 1962                                       | 1968 | 1975 | 1982 | 1990 | 1999 |
| ------------------------------------------ | ---- | ---- | ---- | ---- | ---- |
| 591                                        | 597  | 527  | 543  | 523  | 537  |
| Des de 1962: població sense dobles comptes |      |      |      |      |      |

## Administració
| Període | Identitat       | Partit |
| ------- | --------------- | ------ |
| 2001-   | Raymonde Dramez |        |